# Italia's Got Talent (dodicesima edizione)
La dodicesima edizione del talent show Italia's Got Talent, composta da 9 puntate, è andata in onda dal 19 gennaio al 23 marzo 2022. Si tratta della settima edizione realizzata da Sky, che, come accaduto nel 2015, la trasmette in prima tv assoluta su Sky Uno e Now, e in differita in chiaro dopo sei giorni, su TV8, con la finale in simulcast sulle reti Sky; tale scelta ha portato come prevedibile a un crollo degli ascolti e alla sospensione del programma, risultando così l'ultima edizione prodotta per l'azienda di Comcast. L'edizione è stata vinta dal cantante Antonio Vaglica.
La conduzione del programma è stata affidata per la sesta edizione consecutiva a Lodovica Comello.

## Novità
Dopo due edizioni, Joe Bastianich lascia la giuria del programma: al suo posto entra a far parte del tavolo dei giudici Elio.
Da questa edizione, oltre ai 4 giudici, anche la conduttrice Lodovica Comello avrà la possibilità di premere il Golden Buzzer e mandare un concorrente direttamente in Finale. Inoltre, durante la sesta puntata di Audizioni è stato rivelato che i giudici hanno a disposizione anche un ulteriore Golden Buzzer "cumulativo", su cui tutti e 4 dovranno essere d'accordo.

## Audizioni
Le audizioni si sono svolte dal 4 al 16 ottobre 2021 in sede unica, come avvenuto l'anno precedente, al Teatro 5 di Cinecittà.
In questa sezione sono riportati quasi tutti i concorrenti che hanno superato la fase di Audizioni, ottenendo almeno tre sì.

### Prima puntata
La prima puntata di Audizioni è andata in onda il 19 gennaio 2022. I concorrenti che sono passati in questa prima puntata sono:
| Nome artista                     | Genere                  | Voti |
| -------------------------------- | ----------------------- | ---- |
| Team Spotlight                   | Crew                    | 4 sì |
| Zena Campedelli e Frida          | Addestratrice con cane  | 4 sì |
| Leonardo Maria Frattini          | Cantante comico         | 4 sì |
| Stunt Academy                    | Stuntmen                | 4 sì |
| Scuola Toc Toc                   | Ballerini di tip tap    | 4 sì |
| Clinique Sport Academy           | Ginnaste                | 4 sì |
| Antonio Vaglica                  | Cantante                |      |
| Simone Sanfilippo e Serena Maso  | Ballerini               | 4 sì |
| Mago Lupis                       | Mago                    | 4 sì |
| Elisabetta "Leli Neeraja" Baggio | Danzatrice del ventre   | 4 sì |
| Davide Varrucciu e Brave         | Addestratore con poiana | 4 sì |
| Team South                       | Crew                    | 4 sì |
| Canio Lelio Toglia               | Ingegnere               | 4 sì |
| Coro Cantering                   | Coro in dialetto        | 4 sì |

È stato premuto il primo Golden Buzzer di questa edizione: Elio ha premiato il cantante Antonio Vaglica.

### Seconda puntata
La seconda puntata di Audizioni è andata in onda il 26 gennaio 2022. I concorrenti che sono passati in questa seconda puntata sono:
| Nome artista              | Genere                            | Voti |
| ------------------------- | --------------------------------- | ---- |
| Maryna e Tetiana          | Acrobate                          | 4 sì |
| Christine Azzolini        | Strongwoman                       | 4 sì |
| Leonardo Togni            | Salta sul tappeto elastico        | 4 sì |
| Alter Ego                 | Ingegneri robotici                | 4 sì |
| Tyrone Laner              | Lanciatore di coltelli            | 4 sì |
| H Family Crew             | Crew                              | 4 sì |
| Roberto Rossini           | Armonicista con il naso           | 4 si |
| Branco Ottico             | Fotografi                         | 3 sì |
| Davide Battista           | Bambino trombettista              |      |
| Giuseppe Pecoraro         | Ballerino                         | 4 sì |
| Compagnia Sabbie Luminose | Artista con la sabbia e ballerino | 4 sì |
| Lorenzo Maragoni          | Comico                            | 4 sì |
| Elom                      | Cantante                          | 4 sì |

È stato premuto il secondo Golden Buzzer di questa edizione: Mara ha premiato il giovane trombettista Davide Battista.
Bebe Vio è stata ospite della puntata.

### Terza puntata
La terza puntata di Audizioni è andata in onda il 9 febbraio 2022. I concorrenti che sono passati in questa terza puntata sono:
| Nome artista         | Genere                             | Voti |
| -------------------- | ---------------------------------- | ---- |
| Enjoy Production     | Crew comica                        | 4 sì |
| Cinzia Noziglia      | Arciera                            | 4 sì |
| Giovanna Vespa       | Cantante e attrice                 | 3 sì |
| Altezza              | Acrobati                           | 4 sì |
| Ilary e Mirko        | Ballerini                          | 4 sì |
| Roberta Battaglia    | Bambina cantante                   | 4 sì |
| Daniel Cirilli       | Si immerge nel ghiaccio            | 4 sì |
| Marta One Thousand   | Pianista con illusione informatica | 4 sì |
| Hayford Okine        | Giocoliere                         | 4 sì |
| Federico Martelli    | Cantante comico                    | 4 sì |
| La Trottola          | Ginnaste                           | 4 sì |
| Mattia Tamiazzo      | Ginnasta e ballerino               | 4 sì |
| La Banda della Posta | Band                               | 4 sì |

Il finalista scelto dai giudici in questa puntata è il cantante comico Federico Martelli.

### Quarta puntata
La quarta puntata di Audizioni è andata in onda il 16 febbraio 2022. I concorrenti che sono passati in questa quarta puntata sono:
| Nome artista                  | Genere                           | Voti |
| ----------------------------- | -------------------------------- | ---- |
| Biker Sisters of Rock         | Band di bambine                  | 4 sì |
| Melissa Arleth e Rose         | Addestratrice con topo           | 3 sì |
| Davide Inserra                | Bambino ballerino di break dance |      |
| Alberto Giorgi                | Mago                             | 4 sì |
| Umberto e Damiano             | Cosplayers comici                | 4 sì |
| Accademia del Circo di Verona | Bambini circensi                 | 4 sì |
| Leo De Hemingway              | Comico                           | 4 sì |
| Bounce Factory                | Crew                             | 4 sì |
| Emanuele Regnani              | Memorizzatore                    | 4 sì |
| Mariano Cardano               | Ballerino                        | 4 sì |
| Tamra Ethnic                  | Gruppo musicale                  | 4 sì |

È stato premuto il terzo Golden Buzzer di questa edizione: Federica Pellegrini ha premiato il giovanissimo ballerino di break dance Davide Inserra.
Paola Egonu è stata ospite della puntata.

### Quinta puntata
La quinta puntata di Audizioni è andata in onda il 23 febbraio 2022. I concorrenti che sono passati in questa quinta puntata sono:
| Nome artista         | Genere                                   | Voti  |
| -------------------- | ---------------------------------------- | ----- |
| Urban Dancefloor     | Ballerini                                | 4 sì  |
| Manuel Mazzi         | Bambino che riconosce canzoni di Mahmood | 4 sì  |
| Coro Ouverture       | Coro                                     | 4 sì  |
| Anyta                | Gioca con le parole                      | 4 sì  |
| Medhat Mamdouh       | Beatboxer con il flauto                  | [ 1 ] |
| Fabio Ingrassia      | Pittore                                  | 4 sì  |
| Francesco Fontanelli | Mago                                     | 4 sì  |
| Pietro Adragna       | Fisarmonicista                           | 4 sì  |
| Davide Fasolino      | Acrobata                                 | 4 sì  |
| Energia Ludica       | Giocano con le trottole                  | 4 sì  |
| Da Femme             | Crew                                     | 4 sì  |
| Martinica e Maria    | Ballerine                                | 4 sì  |
| Fonzarelli's         | Crew                                     | 4 sì  |
| Simone Corso         | Ballerino sordo                          |       |

È stato premuto il quarto Golden Buzzer di questa edizione: Frank Matano ha premiato Medhat Mamdouh, che suona il flauto facendo beatbox.
È stato premuto il quinto Golden Buzzer di questa edizione: la presentatrice Lodovica Comello ha premiato il ballerino sordo Simone Corso.
Tommaso Paradiso è stato protagonista di un breve collegamento telefonico.

### Sesta puntata
La sesta puntata di Audizioni è andata in onda il 2 marzo 2022. I concorrenti che sono passati in questa sesta puntata sono:
| Nome artista        | Genere                           | Voti |
| ------------------- | -------------------------------- | ---- |
| Friska Dance Group  | Percussionisti corporei          | 4 sì |
| Ludovica Maira      | Mentalista                       | 4 sì |
| Giuseppe Scoditti   | Comico                           | 4 sì |
| Fellon Rossi        | Balestriera                      | 4 sì |
| Klek Entos          | Illusionista                     | 4 sì |
| Viktoria Lapidus    | Artista con hula hoop            | 3 sì |
| Rosario Barile      | Ballerino acrobatico             | 4 sì |
| Alberto Conti       | Cantante                         | 4 sì |
| Tha Family          | Crew                             | 4 sì |
| Brenda Novella      | Cantante al contrario e pianista | 4 sì |
| Alessandro Del Vago | Streetballer                     | 4 sì |

La finalista scelta dai giudici in questa puntata è la balestriera Fellon Rossi.

### Settima puntata
La settima puntata di Audizioni è andata in onda il 9 marzo 2022. I concorrenti che sono passati in questa settima puntata sono:
| Nome artista                 | Genere                              | Voti |
| ---------------------------- | ----------------------------------- | ---- |
| Julian Perret                | Motociclista acrobatico             | 4 sì |
| Isabella Sophie Paruzzo      | Bambina cantante                    | 4 sì |
| Tatiana Kundyk               | Equilibrista                        | 4 sì |
| Paolo Lepore                 | Mentalista                          | 4 sì |
| Marc Metral e Lisa           | Ventriloquo con cane                | 3 sì |
| Beppe Gatto                  | Ciclista                            | 4 sì |
| Ohiole Dibua                 | Ballerino acrobatico, mago e comico | 4 sì |
| Marko Daza                   | Pole dancer                         | 4 sì |
| Michael Zorzan               | Giocoliere con il diablo            | 4 sì |
| Stefano Mauriello            | Artista con le bolle di sapone      | 4 sì |
| Collettivo Lude              | Crew                                | 4 sì |
| Tyron Colombaioni            | Giocoliere                          | 4 sì |
| Holler e Kimberly Zavatta    | Pattinatori acrobatici              |      |
| Agostina "Cronopia" Mendiola | Acrobata comica                     | 4 sì |
| Victor Quadrelli             | Tributo a Paolo Villaggio/Fantozzi  | 4 sì |
| Edoardo Confuorto            | Comico                              | 4 sì |
| Enrico Paris                 | Comico                              | 4 sì |
| Carta Bianca                 | Comici                              | 4 sì |
| Niko Accardi                 | Cantante comico                     | 4 sì |

È stato premuto il sesto e ultimo Golden Buzzer di questa edizione: tutti i giudici sono stati d'accordo nell'assegnare il Golden Buzzer collettivo a Holler e Kimberly Zavatta, fratello e sorella pattinatori acrobatici.
Claudia Lawrence, terza classificata della decima edizione del programma, è stata ospite della puntata.

### Ottava puntata
L'ottava puntata di Audizioni è andata in onda il 16 marzo 2022. I concorrenti che sono passati in quest'ottava puntata sono:
| Nome artista                            | Genere                                 | Voti |
| --------------------------------------- | -------------------------------------- | ---- |
| Temple London                           | Atleti di arti marziali padre e figlio | 4 sì |
| Andrea Porzio                           | Bambino esperto di dinosauri           | 4 sì |
| Manuela Barlay                          | Addestratrice con capre                | 4 sì |
| I Wasama                                | Band di cosplayers                     | 4 sì |
| Violino della Shoah - Alessandra Romano | Violinista e monologhista              | 4 sì |
| Mash Up                                 | Crew                                   | 4 sì |
| Samuele Mazzocchi                       | Comico                                 | 4 sì |
| Alessandro Marella                      | Cantante                               | 4 sì |
| Nicholas e Federica Errani              | Trapezisti                             | 4 sì |
| Giorgia Fumo                            | Comica                                 | 4 sì |
| Noelia e Ivan                           | Ballerini                              | 4 sì |
| Mik e Aurora                            | Cantanti                               | 4 sì |
| Brutti di Fosco                         | Band con cornamusa                     | 4 sì |
| Federica Golisano                       | Chitarrista                            | 4 sì |
| Tamì                                    | Cantante                               | 4 sì |

I finalisti scelti dai giudici in questa puntata sono i Temple Run, atleti di arti marziali padre e figlio, e la comica Giorgia Fumo.
Al termine della puntata sono stati annunciati i 5 concorrenti che si contendono gli ultimi 2 posti in Finale ed è il pubblico ad assegnarli. I finalisti prescelti verranno annunciati direttamente durante la Finale. Di seguito i 5 candidati:
| Nome artista                 | Genere            | Esito del Web Vote |
| ---------------------------- | ----------------- | ------------------ |
| Lorenzo Maragoni             | Comico            |                    |
| Umberto e Damiano            | Cosplayers comici |                    |
| Bounce Factory               | Crew              |                    |
| Francesco Fontanelli         | Mago              |                    |
| Agostina "Cronopia" Mendiola | Acrobata comica   |                    |

Il pubblico ha scelto di mandare in Finale Umberto e Damiano, cosplayers comici, e il mago Francesco Fontanelli.

## Finale
Ecco i finalisti di questa edizione:
| Nome artista              | Genere                                 | Voto | Giudice             |
| ------------------------- | -------------------------------------- | ---- | ------------------- |
| Antonio Vaglica           | Cantante                               |      | Elio                |
| Davide Battista           | Bambino trombettista                   |      | Mara Maionchi       |
| Davide Inserra            | Bambino ballerino di break dance       |      | Federica Pellegrini |
| Medhat Mamdouh            | Beatboxer con il flauto                |      | Frank Matano        |
| Simone Corso              | Ballerino Sordo                        |      | Lodovica Comello    |
| Holler e Kimberly Zavatta | Pattinatori acrobatici                 |      | Tutti i giudici     |
| Federico Martelli         | Cantante comico                        |      | Tutti i giudici     |
| Fellon Rossi              | Balestriera                            |      | Tutti i giudici     |
| Temple London             | Atleti di arti marziali padre e figlio |      | Tutti i giudici     |
| Giorgia Fumo              | Comica                                 |      | Tutti i giudici     |
| Umberto e Damiano         | Cosplayers comici                      |      | Spettatori          |
| Francesco Fontanelli      | Mago                                   |      | Spettatori          |

Pierfrancesco Favino e Miriam Leone si sono esibiti in una performance comica in qualità di ospiti e hanno promosso il film Corro da te.
Guido Meda è stato ospite della puntata.
Edoardo Ferrario e Valerio Lundini si sono esibiti in una performance comica in qualità di ospiti e hanno promosso il film Troppo Cattivi.
Al termine della puntata, dopo la proclamazione del vincitore, sono state fatte scorrere le percentuali del televoto, da cui è possibile stilare la seguente classifica:
| Posizione | Nome artista              | Genere                                 | % voti |
| --------- | ------------------------- | -------------------------------------- | ------ |
| 1º        | Antonio Vaglica           | Cantante                               | 20,41% |
| 2º        | Francesco Fontanelli      | Mago                                   | 13,97% |
| 3º        | Simone Corso              | Ballerino sordo                        | 10,90% |
| 4º        | Federico Martelli         | Cantante comico                        | 10,18% |
| 5º        | Umberto e Damiano         | Cosplayers comici                      | 9,96%  |
| 6º        | Medhat Mamdouh            | Beatboxer con il flauto                | 8,82%  |
| 7º        | Davide Battista           | Bambino trombettista                   | 7,89%  |
| 8º        | Holler e Kimberly Zavatta | Pattinatori acrobatici                 | 5,43%  |
| 9º        | Davide Inserra            | Bambino ballerino di break dance       | 4,81%  |
| 10º       | Giorgia Fumo              | Comica                                 | 4,08%  |
| 11º       | Temple London             | Atleti di arti marziali padre e figlio | 2,16%  |
| 12º       | Fellon Rossi              | Balestriera                            | 1,39%  |

Quindi il vincitore della dodicesima edizione di Italia's Got Talent è il cantante Antonio Vaglica. Completano il podio il mago Francesco Fontanelli e Simone Corso, ballerino sordo.

## Ascolti
| Puntata | Puntata   | Sky Uno + on demand | Sky Uno + on demand | Sky Uno + on demand | TV8              | TV8            | TV8   | Totale (Sky Uno + on demand + TV8) | Totale (Sky Uno + on demand + TV8) |
| Puntata | Puntata   | Messa in onda       | Telespettatori      | Share               | Messa in onda    | Telespettatori | Share | Telespettatori                     | Share                              |
| ------- | --------- | ------------------- | ------------------- | ------------------- | ---------------- | -------------- | ----- | ---------------------------------- | ---------------------------------- |
| 1       | Audizioni | 19 gennaio 2022     | 461 000             | 1,17%               | 25 gennaio 2022  | 618 000        | 3,00% | 1 079 000                          | 4,17%                              |
| 2       | Audizioni | 26 gennaio 2022     | 482 000             | 1,43%               | 8 febbraio 2022  | 763 000        | 3,60% | 1 245 000                          | 5,03%                              |
| 3       | Audizioni | 9 febbraio 2022     | 398 000             | 0,90%               | 15 febbraio 2022 | 583 000        | 2,70% | 981 000                            | 3,60%                              |
| 4       | Audizioni | 16 febbraio 2022    | 333 000             | 0,84%               | 22 febbraio 2022 | 701 000        | 3,10% | 1 034 000                          | 3,94%                              |
| 5       | Audizioni | 23 febbraio 2022    | 329 000             | 0,90%               | 1º marzo 2022    | 657 000        | 2,90% | 986 000                            | 3,80%                              |
| 6       | Audizioni | 2 marzo 2022        | 322 000             | 0,70%               | 8 marzo 2022     | 463 000        | 3,30% | 785 000                            | 4,00%                              |
| 7       | Audizioni | 9 marzo 2022        | 290 000             | 0,80%               | 15 marzo 2022    | 659 000        | 3,23% | 949 000                            | 4,03%                              |
| 8       | Audizioni | 16 marzo 2022       | 283 000             | 0,70%               | 22 marzo 2022    | 740 000        | 3,63% | 1 023 000                          | 4,33%                              |
| 9       | Finale    | 23 marzo 2022       | 365 000             | 1,90%               | 23 marzo 2022    | 877 000        | 4,60% | 1 242 000                          | 6,50%                              |
| Media   | Media     | Media               | 362 000             | 1,03%               | Media            | 673 000        | 3,34% | 1 036 000                          | 4,37%                              |